# 山口県道166号八代温見線
山口県道166号八代温見線（やまぐちけんどう166ごう やしろぬくみせん）は、山口県周南市から下松市に至る一般県道である。

## 概要
周南市大字八代から下松市大字温見に至る。

### 路線データ
- 起点：周南市大字八代（山口県道140号獺越下松線交点）
- 終点：下松市大字温見（山口県道139号三瀬川下松線交点）

## 歴史
- 1958年（昭和33年）10月1日 - 山口県告示第644号の2により認定される。
- 1972年（昭和47年） - 山口県の県道番号再編により現行の路線番号に変更される。
- 2003年（平成15年）4月21日 - 新南陽市・徳山市・熊毛郡熊毛町・都濃郡鹿野町が対等合併して周南市が発足したことに伴い起点の地名表記が変更される（熊毛郡熊毛町八代→周南市八代）。

## 地理

### 通過する自治体
- 山口県
  - 周南市 - 下松市

### 交差する道路
| 交差する道路              | 市町村名 | 交差する場所 | 交差する場所 |
| ------------------------- | -------- | ------------ | ------------ |
| 山口県道140号獺越下松線   | 周南市   | 大字八代     | 起点         |
| 山口県道139号三瀬川下松線 | 下松市   | 大字温見     | 終点         |

### 沿線
- 八代のツルおよびその渡来地